# Danh sách Giáo phận Công giáo tại châu Âu
Là nơi xuất phát của Giáo hội, Công giáo ở châu Âu phát triển mạnh trên một diện tích khá rộng, bao phủ gần hết các quốc gia Latinh như Italia, Pháp, Tây Ban Nha. Giáo hội cũng phát triển ra nhiều quốc gia German và Slav khác như Ireland, Ba Lan. Giáo hội một số quốc gia khác như Anh, Đức, khu vực Bắc Âu cũng từng thuộc Giáo hội Công giáo Rôma, trước khi li khai khỏi Giáo hội, thành lập Anh Giáo, cách giáo hội Kháng Cách.
Italia là nơi đặt Toà Thánh trước khi Toà Thánh được công nhận là một quốc gia độc lập với tên gọi Thành quốc Vatican. Bởi thế, Italia nơi có nhiều giáo phận nhất thế giới, dù Brazil có nhiều tín đồ hơn. Nhà thờ chính toà của Giáo phận Rôma - giáo phận trung tâm của Giáo hội, là Vương cung thánh đường Thánh Gioan Latêranô nằm trong thủ đô Rôma, Italia. Vị thế của Vương cung thánh đường Thánh Gioan Latêranô thậm chí còn lớn hơn Vương cung thánh đường Thánh Phêrô - nhà thờ "mẹ" của Giáo hội, thánh địa Công giáo nằm trong Vatican, dù Vương cung thánh đường Thánh Phêrô nổi tiếng hơn nhiều.

## Danh sách Giáo phận

### Hội đồng Giám mục Albania
Giáo tỉnh Shkodër-Pult
- Tổng giáo phận Shkodër-Pult
  - Giáo phận Lezhë
  - Giáo phận Sapë

Giáo tỉnh Tiranë-Durrës
- Tổng giáo phận Tiranë-Durrës
  - Giáo phận Rrëshen
  - Hạt giám quản Tông toà Nam Albania (Giáo hội Byzantine Albania)

### Hội đồng Giám mục Áo
Giáo tỉnh Salzburg
- Tổng giáo phận Salzburg
  - Giáo phận Feldkirch
  - Giáo phận Graz-Seckau
  - Giáo phận Gurk
  - Giáo phận Innsbruck

Giáo tỉnh Wien
- Tổng giáo phận Wien
  - Giáo phận Eisenstadt
  - Giáo phận Linz
  - Giáo phận Sankt Pölten

Giáo phận trực thuộc Toà Thánh
- Hạt đại diện Quân đội Áo[1]
- Đan viện Tòng thổ Wettingennng-Mehrerau[2]

### Hội đồng Giám mục Belarus
Giáo tỉnh Minsk-Mohilev
- Tổng giáo phận Minsk-Mohilev
  - Giáo phận Hrodna
  - Giáo phận Pinsk
  - Giáo phận Vitebsk

### Hội đồng Giám mục Bỉ
Giáo tỉnh Mechelen-Brussels
- Tổng giáo phận Mechelen-Brussel
  - Giáo phận Antwerpen
  - Giáo phận Brugge
  - Giáo phận Gent
  - Giáo phận Hasselt
  - Giáo phận Liège
  - Giáo phận Namur
  - Giáo phận Tournai

### Hội đồng Giám mục Bosnia
Giáo tỉnh Vrhbosna
- Tổng giáo phận Vrhbosna
  - Giáo phận Banja Luka
  - Giáo phận Mostar Duvno
  - Giáo phận Skopje

### Hội đồng Giám mục Bulgaria
Giáo phận trực thuộc Toà Thánh
- Giáo phận Nicopoli
- Giáo phận Sofia - Plovdiv
- Giám hạt Tông toà Đông Phương Sophia (Giáo hội Hi Lạp Bulgaria)

### Hội đồng Giám mục Croatia
Giáo tỉnh Rijeka
- Tổng giáo phận Rijeka
  - Giáo phận Gospić–Senj
  - Giáo phận Krk
  - Giáo phận Poreč i Pula

Giáo tỉnh Djakovo-Osijek
- Tổng giáo phận Djakovo-Osijek
  - Giáo phận Požega
  - Giáo phận Srijem

Giáo tỉnh Split-Makarska
- Tổng giáo phận Split-Makarska 
  - Giáo phận Dubrovnik
  - Giáo phận Hvar
  - Giáo phận Kotor
  - Giáo phận Šibenik

Giáo tỉnh Zagreb
- Tổng giáo phận Zagreb
  - Giáo phận Križevci (Giáo hội Hi Lạp Croatia)
  - Giáo phận Varaždin

### Hội đồng Giám mục Cộng hoà Czech
Giáo tỉnh Prague
- Tổng giáo phận Prague
  - Giáo phận České Budějovice
  - Giáo phận Hradec Králové
  - Giáo phận Litoměřice
  - Giáo phận Plzeň

Giáo tỉnh Olomouc
- Tổng giáo phận Olomouc
  - Giáo phận Brno
  - Giáo phận Ostrava-Opava

### Hội đồng Giám mục Anh và xứ Wales
Giáo tỉnh Birmingham
- Tổng giáo phận Birmingham
  - Giáo phận Clifton
  - Giáo phận Shrewsbury

Giáo tỉnh Cardiff
- Tổng giáo phận Cardiff
  - Giáo phận Menevia
  - Giáo phận Wrexham

Giáo tỉnh Liverpool
- Tổng giáo phận Liverpool[4]
  - Giáo phận Hallam
  - Giáo phận Hexham và Newcastle
  - Giáo phận Lancaster
  - Giáo phận Leeds
  - Giáo phận Middlesbrough
  - Giáo phận Salford

Giáo tỉnh Southwark
- Tổng giáo phận Southwark
  - Giáo phận Arundel và Brighton
  - Giáo phận Plymouth
  - Giáo phận Portsmouth[5]

Giáo tỉnh Westminster
- Tổng giáo phận Westminster
  - Giáo phận Brentwood
  - Giáo phận East Anglia
  - Giáo phận Northampton
  - Giáo phận Nottingham

### Hội đồng Giám mục Pháp
Giáo tỉnh Besançon
- Tổng giáo phận Besançon
  - Giáo phận Belfort-Montbéliard
  - Giáo phận Nancy
  - Giáo phận Saint-Claude
  - Giáo phận Saint-Dié
  - Giáo phận Verdun

Giáo tỉnh Bordeaux
- Tổng giáo phận Bordeaux
  - Giáo phận Agen
  - Giáo phận Aire
  - Giáo phận Bayonne
  - Giáo phận Périgueux

Giáo tỉnh Clermont
- Tổng giáo phận Clermont 
  - Giáo phận Le Puy-en-Velay
  - Giáo phận Moulins
  - Giáo phận Saint-Flour

Giáo tỉnh Dijon
- Tổng giáo phận Dijon
  - Tổng giáo phận Sens
  - Giáo phận Autun
  - Giáo phận Nevers
  - Hạt giám chức Tòng thổ Mission de France o Pontigny

Giáo tỉnh Lille
- Tổng giáo phận Lille
  - Tổng giáo phận Cambrai
  - Giáo phận Arras

Giáo tỉnh Lyon
- Tổng giáo phận Lyon
  - Tổng giáo phận Chambéry
  - Giáo phận Annecy
  - Giáo phận Belley-Ars
  - Giáo phận Grenoble-Vienne
  - Giáo phận Saint-Étienne
  - Giáo phận Valence
  - Giáo phận Viviers

Giáo tỉnh Marseille
- Tổng giáo phận Marseille
  - Tổng giáo phận Aix
  - Tổng Giáo phận Avignon
  - Giáo phận Ajaccio
  - Giáo phận Digne
  - Giáo phận Fréjus-Toulon
  - Giáo phận Gap
  - Giáo phận Nice

Giáo tỉnh Montpellier
- Tổng giáo phận Montpellier
  - Giáo phận Carcassone
  - Giáo phận Mende
  - Giáo phận Nîmes
  - Giáo phận Perpignan-Elne

Giáo tỉnh Paris
- Tổng giáo phận Paris
  - Giáo phận Créteil
  - Giáo phận Évry–Corbeil-Essonnes
  - Giáo phận Meaux
  - Giáo phận Nanterre
  - Giáo phận Pontoise
  - Giáo phận Saint-Denis
  - Giáo phận Versailles

Giáo tỉnh Poitiers
- Tổng giáo phận Poitiers
  - Giáo phận Angoulême
  - Giáo phận La Rochelle
  - Giáo phận Limoges
  - Giáo phận Tulle

Giáo tỉnh Reims
- Tổng giáo phận Reims
  - Giáo phận Amiens
  - Giáo phận Beauvais
  - Giáo phận Châlons
  - Giáo phận Langres
  - Giáo phận Soissons
  - Giáo phận Troyes

Giáo tỉnh Rennes
- Tổng giáo phận Rennes
  - Giáo phận Angers
  - Giáo phận Laval
  - Giáo phận Le Mans
  - Giáo phận Luçon
  - Giáo phận Nantes
  - Giáo phận Quimper
  - Giáo phận Saint-Brieuc
  - Giáo phận Vannes

Giáo tỉnh Rouen
- Tổng giáo phận Rouen
  - Giáo phận Bayeux
  - Giáo phận Coutances
  - Giáo phận Évreux
  - Giáo phận Le Havre
  - Giáo phận Sées

Giáo tỉnh Toulouse
- Tổng giáo phận Toulouse
  - Giáo phận Albi
  - Giáo phận Auch
  - Giáo phận Cahors
  - Giáo phận Montauban
  - Giáo phận Pamiers
  - Giáo phận Rodez
  - Giáo phận Tarbes-et-Lourdes

Giáo tỉnh
- Tổng giáo phận Tours
  - Tổng giáo phận Bourges
  - Giáo phận Blois
  - Giáo phận Chartres
  - Giáo phận Orléans

Giáo phận trực thuộc Toà Thánh
- Giáo phận Metz
- Tổng giáo phận Strasbourg

### Hội đồng Giám mục Đức
Giáo tỉnh Bamberg
- Tổng giáo phận Bamberg
  - Giáo phận Eichstätt
  - Giáo phận Speyer
  - Giáo phận Würzburg

Giáo tỉnh Berlin
- Tổng giáo phận Berlin
  - Giáo phận Dresden-Meissen
  - Giáo phận Görlitz

Giáo tỉnh Hamburg
- Tổng giáo phận Hamburg
  - Giáo phận Hildesheim
  - Giáo phận Osnabrück

Giáo tỉnh Paderborn
- Tổng giáo phận Paderborn
  - Giáo phận Erfurt
  - Giáo phận Fulda
  - Giáo phận Magdeburg

Giáo tỉnh Munich-Freising
- Tổng giáo phận Munich-Freising
  - Giáo phận Augsburg
  - Giáo phận Passau
  - Giáo phận Regensburg

Giáo tỉnh Cologne
- Tổng giáo phận Cologne
  - Giáo phận Aachen
  - Giáo phận Essen
  - Giáo phận Limburg
  - Giáo phận Münster
  - Giáo phận Trier

Giáo tỉnh Freiburg
- Tổng giáo phận Freiburg
  - Giáo phận Mainz
  - Giáo phận Rottenburg-Stuttgart

### Hội đồng Giám mục Hy Lạp
Giáo tỉnh Corfù, Zante e Cefalonia
- Tổng giáo phận Corfù, Zante e Cefalonia

Giáo tỉnh Naxos, Andros, Tinos và Mykonos
- Tổng giáo phận Naxos, Andros, Tinos và Mykonos
  - Giáo phận Chios]
  - Giáo phận Crete
  - Giáo phận Santorini
  - Giáo phận Syros e Milos

### Hội đồng Giám mục Hungary
Giáo tỉnh Eger
- Tổng giáo phận Eger
  - Giáo phận Debrecen–Nyíregyháza
  - Giáo phận Vác

Giáo tỉnh Esztergom-Budapest
- Tổng giáo phận Esztergom-Budapest
  - Giáo phận Győr
  - Giáo phận Hajdúdorog
  - Giáo phận Székesfehérvár

Giáo tỉnh Kalocsa-Kecskemét
- Tổng giáo phận Kalocsa-Kecskemét
  - Giáo phận Pécs
  - Giáo phận Szeged–Csanád

Giáo tỉnh Veszprém
- Tổng giáo phận Veszprém
  - Giáo phận Kaposvár
  - Giáo phận Szombathely

### Hội đồng Giám mục Ireland
Giáo tỉnh Armagh
- Tổng giáo phận Armagh
  - Giáo phận Ardagh và Clonmacnoise
  - Giáo phận Clogher
  - Giáo phận Derry
  - Giáo phận Down and Connor
  - Giáo phận Dromore
  - Giáo phận Kilmore
  - Giáo phận Meath
  - Giáo phận Raphoe

Giáo tỉnh Cashel
- Tổng giáo phận Cashel
  - Giáo phận Cloyne
  - Giáo phận Cork and Ross
  - Giáo phận Kerry
  - Giáo phận Killaloe
  - Giáo phận Limerick
  - Giáo phận Waterford và Lismore

Giáo tỉnh Dublin
- Tổng giáo phận Dublin
  - Giáo phận Ferns
  - Giáo phận Kildare và Leighlin
  - Giáo phận Ossory

Giáo tỉnh Tuam
- Tổng giáo phận Tuam
  - Giáo phận Achonry
  - Giáo phận Clonfert
  - Giáo phận Elphin]]
  - Giáo phận Galway, Kilmacduagh và Kilfenora
  - Giáo phận Killala

### Hội đồng Giám mục Italia
Giáo tỉnh Agrigento
- Tổng giáo phận Agrigento
  - Giáo phận Caltanissetta
  - Giáo phận Piazza Armerina

Giáo tỉnh Ancona-Osimo
- Tổng giáo phận Ancona-Osimo
  - Giáo phận Fabriano-Matelica
  - Giáo phận Jesi
  - Giáo phận Senigallia

Territorial Prelature of Loreto
Giáo tỉnh Bari-Bitonto
- Tổng giáo phận Bari-Bitonto
- Tổng giáo phận Trani-Barletta-Bisceglie
  - Giáo phận Altamura-Gravina-Acquaviva delle Fonti
  - Giáo phận Vària
  - Giáo phận Conversano-Monopoli
  - Giáo phận Molfetta-Ruvo-Giovinazzo-Terlizzi

Giáo tỉnh Benevento
- Tổng giáo phận Benevento
- Tổng giáo phận Sant'Angelo dei Lombardi-Conza-Nusco-Bisaccia
  - Giáo phận Ariano Irpino-Lacedonia
  - Giáo phận Avellino
  - Giáo phận Cerreto Sannita-Telese-Sant’Agata de’ Goti
  - Đan viện Tòng thổ Montevergine

Giáo tỉnh Bologna
- Tổng giáo phận Bologna
- Tổng giáo phận Ferrara-Comacchio
  - Giáo phận Faenza-Modigliana
  - Giáo phận Imola

Giáo tỉnh Campobasso-Boiano
- Tổng giáo phận Campobasso-Boiano
  - Giáo phận Isernia-Venafro
  - Giáo phận Termoli-Larino
  - Giáo phận Trivento

Giáo tỉnh Cagliari
- Tổng giáo phận Cagliari
  - Giáo phận Iglesias
  - Giáo phận Lanusei
  - Giáo phận Nuoro

Giáo tỉnh Catanzaro-Squillace
- Tổng giáo phận Catanzaro-Squillace
- Tổng giáo phận Crotone-Santa Severina
  - Giáo phận Lamezia Terme

Giáo tỉnh Catania
- Tổng giáo phận Catania
  - Giáo phận Acireale
  - Giáo phận Caltagirone

Giáo tỉnh Chieti-Vasto
- Tổng giáo phận Chieti-Vasto
- Tổng giáo phận Lanciano-Ortona

Giáo tỉnh Cosenza-Bisignano
- Tổng giáo phận Cosenza-Bisignano
- Tổng giáo phận Rossano-Cariati
  - Giáo phận Cassano all'Jonio
  - Giáo phận San Marco Argentano-Scalea

Giáo tỉnh Fermo
- Tổng giáo phận Fermo
- Tổng giáo phận Camerino-San Severino Marche
  - Giáo phận Ascoli Piceno
  - Giáo phận Macerata-Tolentino-Recanati-Cingoli-Treia
  - Giáo phận San Benedetto del Tronto-Ripatransone-Montalto

Giáo tỉnh Florence
- Tổng giáo phận Florence
  - Giáo phận Arezzo-Cortona-Sansepolcro
  - Giáo phận Fiesole
  - Giáo phận Pistoia
  - Giáo phận Prato
  - Giáo phận San Miniato

Giáo tỉnh Foggia-Bovino
- Tổng giáo phận Foggia-Bovino
- Tổng giáo phận Manfredonia-Vieste-S Giovanni Rotondo
  - Giáo phận Cerignola-Ascoli Satriano
  - Giáo phận Lucera-Troia
  - Giáo phận San Severo

Giáo tỉnh Genoa
- Tổng giáo phận Genoa
  - Giáo phận Albenga-Imperia
  - Giáo phận Chiavari
  - Giáo phận La Spezia-Sarzana-Brugnato
  - Giáo phận Savona-Noli
  - Giáo phận Tortona
  - Giáo phận Ventimiglia-San Remo

Giáo tỉnh Gorizia
- Tổng giáo phận Gorizia
  - Giáo phận Trieste

Giáo tỉnh L'Aquila
- Tổng giáo phận L'Aquila
  - Giáo phận Avezzano
  - Giáo phận Sulmona-Valva

Giáo tỉnh Lecce
- Tổng giáo phận Lecce
- Tổng giáo phận Brindisi-Ostuni
- Tổng giáo phận Otranto
  - Giáo phận Nardò-Gallipoli
  - Giáo phận Ugento-Santa Maria di Leuca

Giáo tỉnh Messina-Lipari-Santa Lucia del Mela
- Tổng giáo phận Messina-Lipari-Santa Lucia del Mela
  - Giáo phận Nicosia
  - Giáo phận Patti

Giáo tỉnh Milan
- Tổng giáo phận Milan
  - Giáo phận Bergamo
  - Giáo phận Brescia
  - Giáo phận Como
  - Giáo phận Crema
  - Giáo phận Cremona
  - Giáo phận Lodi
  - Giáo phận Mantua
  - Giáo phận Pavia
  - Giáo phận Vigevano

Giáo tỉnh Modena-Nonantola
- Tổng giáo phận Modena-Nonantola
  - Giáo phận Carpi
  - Giáo phận Fidenza
  - Giáo phận Parma
  - Giáo phận Piacenza-Bobbio
  - Giáo phận Reggio Emilia-Guastalla

Giáo tỉnh Naples
- Tổng giáo phận Naples
- Tổng giáo phận Capua
- Tổng giáo phận Sorrento-Castellammare di Stabia
  - Giáo phận Acerra
  - Giáo phận Alife-Caiazzo
  - Giáo phận Aversa
  - Giáo phận Caserta
  - Giáo phận Ischia
  - Giáo phận Nola
  - Giáo phận Pozzuoli
  - Giáo phận Sessa Aurunca
  - Giáo phận Teano-Calvi

Territorial Prelature of Pompei o Beatissima Vergine Maria del SSmo Rosario
Giáo tỉnh Oristano
- Tổng giáo phận Oristano
  - Giáo phận Ales-Terralba

Giáo tỉnh Palermo
- Tổng giáo phận Palermo
- Tổng giáo phận Monreale
  - Giáo phận Cefalu
  - Giáo phận Mazara del Vallo
  - Giáo phận Trapani

Giáo tỉnh Perugia-Città della Pieve
- Tổng giáo phận Perugia-Città della Pieve
  - Giáo phận Assisi-Nocera Umbra-Gualdo Tadino
  - Giáo phận Città di Castello
  - Giáo phận Foligno
  - Giáo phận Gubbio

Giáo tỉnh Pesaro
- Tổng giáo phận Pesaro
- Tổng giáo phận Urbino-Urbania-Sant'Angelo in Vado
  - Giáo phận Fano-Fossombrone-Cagli-Pergola

Giáo tỉnh Pescara-Penne
- Tổng giáo phận Pescara-Penne
  - Giáo phận Teramo-Atri

Giáo tỉnh Pisa
- Tổng giáo phận Pisa
  - Giáo phận Livorno
  - Giáo phận Massa Carrara-Pontremoli
  - Giáo phận Pescia
  - Giáo phận Volterra

Giáo tỉnh Potenza-Muro Lucano-Marsico Nuovo
- Tổng giáo phận Potenza-Muro Lucano-Marsico Nuovo
- Tổng giáo phận Acerenza
- Tổng giáo phận Matera-Irsina
  - Giáo phận Melfi-Rapolla-Venosa
  - Giáo phận Tricarico
  - Giáo phận Tursi-Lagonegro

Giáo tỉnh Ravenna-Cervia
- Tổng giáo phận Ravenna-Cervia
  - Giáo phận Cesena-Sarsina
  - Giáo phận Forli-Bertinoro
  - Giáo phận Rimini
  - Giáo phận San Marino-Montefeltro[7]

Giáo tỉnh Reggio Calabria-Bova
- Tổng giáo phận Reggio Calabria-Bova
  - Giáo phận Locri-Gerace
  - Giáo phận Mileto-Nicotera-Tropea
  - Giáo phận Oppido Mamertina-Palmi

Giáo tỉnh Rôma
- Tổng giáo phận Rôma
  - Giáo phận Albano
  - Giáo phận Frascati
  - Giáo phận Palestrina
  - Giáo phận Porto-Santa Rufina
  - Giáo phận Sabina-Poggio Mirteto
  - Giáo phận Velletri-Segni
- Tổng giáo phận Gaeta
  - Giáo phận Anagni-Alatri
  - Giáo phận Civita Castellana
  - Giáo phận Civitavecchia-Tarquinia
  - Giáo phận Frosinone-Veroli-Ferentino
  - Giáo phận Latina-Terracina-Sezze-Priverno
  - Giáo phận Rieti
  - Giáo phận Sora-Aquino-Pontecorvo
  - Giáo phận Tivoli
  - Giáo phận Viterbo
  - Đan viện Tòng thổ Montecassino
  - Đan viện Tòng thổ San Paolo fuori le Mura
  - Đan viện Tòng thổ Subiaco

Giáo tỉnh Sassari
- Tổng giáo phận Sassari
  - Giáo phận Alghero-Bosa
  - Giáo phận Ozieri
  - Giáo phận Tempio-Ampurias

Giáo tỉnh Salerno-Campagna-Acerno
- Tổng giáo phận Salerno-Campagna-Acerno
- Tổng giáo phận Amalfi-Cava de' Tirreni
  - Giáo phận Nocera Inferiore-Sarno
  - Giáo phận Teggiano-Policastro
  - Giáo phận Vallo della Lucania
  - Đan viện Tòng thổ Santissima Trinità di Cava de' Tirreni

Giáo tỉnh Siena-Colle di Val d'Elsa-Montalcino
- Tổng giáo phận Siena-Colle di Val d'Elsa-Montalcino
  - Giáo phận Grosseto
  - Giáo phận Massa Marittima-Piombino
  - Giáo phận Montepulciano-Chiusi-Pienza
  - Giáo phận Pitigliano-Sovana-Orbetello

Giáo tỉnh Siracusa
- Tổng giáo phận Siracusa
  - Giáo phận Noto
  - Giáo phận Ragusa

Giáo tỉnh Taranto
- Tổng giáo phận Taranto
  - Giáo phận Castellaneta
  - Giáo phận Oria

Giáo tỉnh Turin
- Tổng giáo phận Turin
  - Giáo phận Acqui
  - Giáo phận Alba Pompeia
  - Giáo phận Aosta
  - Giáo phận Asti
  - Giáo phận Cuneo
  - Giáo phận Fossano
  - Giáo phận Ivrea
  - Giáo phận Mondovi
  - Giáo phận Pinerolo
  - Giáo phận Saluzzo
  - Giáo phận Susa

Giáo tỉnh Trento
- Tổng giáo phận Trento
  - Giáo phận Bolzano-Brixen

Giáo tỉnh Udine
- Tổng giáo phận Udine

Giáo tỉnh Venice
- Tổng giáo phận Venice
  - Giáo phận Adria-Rovigo
  - Giáo phận Belluno-Feltre
  - Giáo phận Chioggia
  - Giáo phận Concordia-Pordenone
  - Giáo phận Padua
  - Giáo phận Treviso
  - Giáo phận Verona
  - Giáo phận Vicenza
  - Giáo phận Vittorio Veneto

Giáo tỉnh Vercelli
- Tổng giáo phận Vercelli
  - Giáo phận Alessvària della Paglia
  - Giáo phận Biella
  - Giáo phận Casale Monferrato
  - Giáo phận Novara

### Hội đồng Giám mục Malta
- Tổng giáo phận Malta
  - Giáo phận Gozo[7]

### Hội đồng Giám mục Hà Lan
Giáo tỉnh Utrecht
- Tổng giáo phận Utrecht
  - Giáo phận Breda
  - Giáo phận Groningen-Leeuwarden
  - Giáo phận Haarlem-Amsterdam
  - Giáo phận Roermond
  - Giáo phận Rotterdam
  - Giáo phận 's-Hertogenbosch

### Hội đồng Giám mục Ba Lan
Giáo tỉnh Białystok
- Tổng giáo phận Białystok
  - Giáo phận Drohiczyn
  - Giáo phận Łomża

Giáo tỉnh Częstochowa
- Tổng giáo phận Częstochowa
  - Giáo phận Radom
  - Giáo phận Sosnowiec

Giáo tỉnh Gdańsk
- Tổng giáo phận Gdańsk
  - Giáo phận Pelplin
  - Giáo phận Toruń

Giáo tỉnh Gniezno
- Tổng giáo phận Gniezno
  - Giáo phận Bydgoszcz
  - Giáo phận Włocławek

Giáo tỉnh Katowice
- Tổng giáo phận Katowice
  - Giáo phận Gliwice
  - Giáo phận Opole

Giáo tỉnh Kraków
- Tổng giáo phận Kraków
  - Giáo phận Bielsko-Żywiec
  - Giáo phận Kielce
  - Giáo phận Tarnów

Giáo tỉnh Łódź
- Tổng giáo phận Łódź
  - Giáo phận Łowicz

Giáo tỉnh Lublin
- Tổng giáo phận Lublin
  - Giáo phận Svàomierz
  - Giáo phận Siedlce

Giáo tỉnh Poznań
- Tổng giáo phận Poznań
  - Giáo phận Kalisz

Giáo tỉnh Przemyśl
- Tổng giáo phận Przemyśl
  - Giáo phận Rzeszów
  - Giáo phận Zamość-Lubaczów

Giáo tỉnh Szczecin-Kamień
- Tổng giáo phận Szczecin-Kamień
  - Giáo phận Koszalin-Kołobrzeg
  - Giáo phận Zielona Góra-Gorzów

Giáo tỉnh Warmia
- Tổng giáo phận Warmia
  - Giáo phận Elbląg
  - Giáo phận Ełk

Giáo tỉnh Warszawa
- Tổng giáo phận Warszawa
  - Giáo phận Płock
  - Giáo phận Warszawa-Praga

Giáo tỉnh Wrocław
- Tổng giáo phận Wrocław
  - Giáo phận Legnica
  - Giáo phận Świdnica

### Hội đồng Giám mục Bồ Đào Nha
Giáo tỉnh Lisboa
- Tổng giáo phận Lisboa
  - Giáo phận Angra
  - Giáo phận Funchal
  - Giáo phận Guarda
  - Giáo phận Leiria-Fátima
  - Giáo phận Portalegre-Castelo Branco
  - Giáo phận Santarém
  - Giáo phận Setúbal

Giáo tỉnh Braga
- Tổng giáo phận Braga
  - Giáo phận Aveiro
  - Giáo phận Bragança-Miranda
  - Giáo phận Coimbra
  - Giáo phận Lamego
  - Giáo phận Porto
  - Giáo phận Viana do Castelo
  - Giáo phận Vila Real
  - Giáo phận Viseu

Giáo tỉnh Évora
- Tổng giáo phận Évora
  - Giáo phận Beja
  - Giáo phận Faro

### Hội đồng Giám mục Romania
Giáo tỉnh Bucharest
- Tổng giáo phận Bucharest
  - Giáo phận Iaşi
  - Giáo phận Oradea Mare
  - Giáo phận Satu Mare
  - Giáo phận Timişoara

### Hội đồng Giám mục Scandinavia
Giáo phận trực thuộc Toà Thánh
- Giáo phận Copenhagen
- Giáo phận Helsinki
- Giáo phận Reykjavík
- Giáo phận Oslo
- Giáo phận Stockholm

### Hội đồng Giám mục Scotland
Giáo tỉnh Glasgow
- Tổng giáo phận Glasgow
  - Giáo phận Motherwell
  - Giáo phận Paisley

Giáo tỉnh Saint Andrews và Edinburgh
- Tổng giáo phận Saint Andrews và Edinburgh
  - Giáo phận Aberdeen
  - Giáo phận Argyll và Isles
  - Giáo phận Dunkeld
  - Giáo phận Galloway

### Hội đồng Giám mục Serbia
Giáo tỉnh Beograd
- Tổng giáo phận Beograd
  - Giáo phận Subotica]
  - Giáo phận Zrenjanin

### Hội đồng Giám mục Slovakia
Giáo tỉnh Bratislava
- Tổng giáo phận Bratislava
  - Giáo phận Trnava
  - Giáo phận Banská Bystrica
  - Giáo phận Nitra
  - Giáo phận Žilina

Giáo tỉnh Košice
- Tổng giáo phận Košice
  - Giáo phận Rožňava

### Hội đồng Giám mục Slovenia
Giáo tỉnh Ljubljana
- Tổng giáo phận Ljubljana
  - Giáo phận Koper]
  - Giáo phận Novo Mesto

Giáo tỉnh Maribor
- Tổng giáo phận Maribor
  - Giáo phận Celje]
  - Giáo phận Murska Sobota

### Hội đồng Giám mục Tây Ban Nha
Giáo tỉnh Barcelona
- Tổng giáo phận Barcelona
  - Giáo phận Sant Feliu de Llobregat
  - Giáo phận Terrassa

Giáo tỉnh Burgos
- Tổng giáo phận Burgos
  - Giáo phận Bilbao
  - Giáo phận Osma-Soria
  - Giáo phận Palencia
  - Giáo phận Vitoria

Giáo tỉnh Granada
- Tổng giáo phận Granada
  - Giáo phận Almería
  - Giáo phận Cartagena
  - Giáo phận Guadix
  - Giáo phận Jaén
  - Giáo phận Málaga

Giáo tỉnh Madrid
- Tổng giáo phận Madrid
  - Giáo phận Alcalá de Henares
  - Giáo phận Getafe

Giáo tỉnh Mérida-Badajoz
- Tổng giáo phận Mérida-Badajoz
  - Giáo phận Coria-Cáceres
  - Giáo phận Plasencia

Giáo tỉnh Oviedo
- Tổng giáo phận Oviedo
  - Giáo phận Astorga
  - Giáo phận León
  - Giáo phận Santvàer

Giáo tỉnh Pamplona
- Tổng giáo phận Pamplona y Tudela
  - Giáo phận Calahorra và La Calzada-Logroño
  - Giáo phận Jaca
  - Giáo phận San Sebastián

Giáo tỉnh Santiago de Compostela
- Tổng giáo phận Santiago de Compostela
  - Giáo phận Lugo
  - Giáo phận Mondoñedo-Ferrol
  - Giáo phận Ourense
  - Giáo phận Tui-Vigo

Giáo tỉnh Seville
- Tổng giáo phận Seville
  - Giáo phận Cádiz và Ceuta
  - Giáo phận the Canaries
  - Giáo phận Córdoba
  - Giáo phận Huelva
  - Giáo phận Jerez de la Frontera
  - Giáo phận San Cristóbal de La Laguna

Giáo tỉnh Tarragona
- Tổng giáo phận Tarragona
  - Giáo phận Girona
  - Giáo phận Lleida
  - Giáo phận Solsona
  - Giáo phận Tortosa
  - Giáo phận Urgell[9]
  - Giáo phận Vic

Giáo tỉnh Toledo
- Tổng giáo phận Toledo
  - Giáo phận Albacete
  - Giáo phận Ciudad Real
  - Giáo phận Cuenca
  - Giáo phận Sigüenza-Guadalajara

Giáo tỉnh Valencia
- Tổng giáo phận Valencia
  - Giáo phận Ibiza
  - Giáo phận Mallorca
  - Giáo phận Minorca
  - Giáo phận Orihuela-Alicante
  - Giáo phận Segorbe-Castellón

Giáo tỉnh Valladolid
- Tổng giáo phận Valladolid
  - Giáo phận Ávila
  - Giáo phận Ciudad Rodrigo
  - Giáo phận Salamanca
  - Giáo phận Segovia
  - Giáo phận Zamora

Giáo tỉnh Zaragoza
- Tổng giáo phận Zaragoza
  - Giáo phận Barbastro-Monzón
  - Giáo phận Huesca
  - Giáo phận Tarazona
  - Giáo phận Teruel và Albarracín

### Hội đồng Giám mục Thuỵ Sĩ
Giáo phận trực thuộc Toà Thánh
- Giáo phận Basel
- Giáo phận Chur
- Giáo phận Lausanne, Geneva và Fribourg
- Giáo phận Lugano
- Giáo phận Sankt Gallen
- Giáo phận Sion

### Hội đồng Giám mục Ukraine
Giáo tỉnh Lviv
- Tổng giáo phận Lviv
  - Giáo phận Kyiv-Zhytomyr
  - Giáo phận Kamyanets-Podilskyi
  - Giáo phận Lutsk
  - Giáo phận Mukacheve
  - Giáo phận Kharkiv-Zaporizhia
  - Giáo phận Odessa-Simferopol

## Giáo phận trực thuộc Toà Thánh
Croatia
- Giáo phận Zadar

Gibraltar
- Giáo phận Gibraltar

Hy Lạp
- Tổng giáo phận Athenai
- Tổng giáo phận Rhodos
- Hạt đại diện Tông toà Thessaloniki

Italia
- Tổng giáo phận Lucca
- Tổng giáo phận Spoleto
- Giáo phận Terni-Narni-Amelia
- Giáo phận Orvieto-Todi

Kosovo
- Giáo phận Prizren

Liechtenstein
- Tổng giáo phận Vaduz

Luxembourg
- Tổng giáo phận Luxembourg

Monaco
- Tổng giáo phận Monaco

Montenegro
- Tổng giáo phận Bar

Romania
- Tổng giáo phận Alba Iulia